# Осипенківська сільська територіальна громада
Осипенківська сільська об'єднана територіальна громада — об'єднана територіальна громада в Україні, в Бердянському районі Запорізької області. Адміністративний центр — село Осипенко.
Площа громади — 419,60 км², населення — 7575 мешканців (2020).
Утворена 2 вересня 2016 року шляхом об'єднання Новопетрівської, Осипенківської та Червонопільської сільських рад Бердянського району.

## Населені пункти
До складу громади входять 1 селище (Бердянське) і 6 сіл:
- Деревецьке
- Куликівське
- Новопетрівка
- Осипенко
- Старопетрівка
- Червоне Поле